# 워크래프트의 등장인물 목록
워크래프트에 나오는 주요 등장인물들의 목록이다.

## 대륙
- 로데론(Lordaeron) : 휴먼의 본거지이다. 티리스팔 해안에서 힐스브래드 구릉지까지 뻗쳐있는 지역이다. 도시가 발달한 이 곳은, 휴먼의 강력한 세력들이 주둔하고 있는 큰 대륙이다.
  - 달라란'

(Dalaran) : 아라소르의 마법사들이 만든 마법사들의 왕국이자 본거지이다. 다국적인 세력들이 마법을 수양하러 온다.
- - 카즈 모단(Khaz Modan) : 드워프 족들의 본거지이다. 제철 기술이 발달한 대륙으로 대부분의 주민들은 제철업에 종사를 많이 한다.
  - 쿠엘탈라스(Quel'Thalas) : 하이엘프의 본거지이다. 달라란의 고등 마법사들은 이곳에 와서 마법 실습을 한다.
- 동부왕국(East kingdom) : 본래 휴먼의 부속 영토였다. 하지만 버닝 리전의 살게라스가 타락한 메디브로 하여금 다크 포탈을 세워 버닝 리전과 오크가 침략한다.
- 칼림도어(Kalimdor) : 아제로스의 대륙으로, 본래 엘프들의 거주지였으나, 버닝리전과 오크가 침략하면서, 현재는 호드의 본거지가 되었다. 북쪽 끝에는 나이트엘프의 거주지인 텔드랏실이 있다.

황량한 사막 지형처럼 보이지만 의외로 토양이 비옥한 지역이다.
- - 아웃랜드(Outland) : 오크의 고향이자, 드레나이의 본거지이다. 가장 더운 대륙이자, 동물과 식물이 잘 자라지 않는 폐허 대륙이다. 버닝 리전이 침공하여 이 곳을 지배해 버렸다.

## 휴먼 얼라이언스
- 스톰윈드(Stormwind) :

- 로데론(Lordaeron) :

- 달라란(Dalaran) :

- 스트롬가드(Stromgarde) :

### 레인 아다만트
스톰윈드
휴먼 세력 중 아제로스에 있는 스톰윈드를 아버지 륀 3세를 이어 통치하게 된다. 하지만 메디브가 버닝 리전의 살게라스에 의해 타락하자, 타락한 메디브의 다크 포탈에 의한 오크들의 침입 때 이를 방관하다 사망했다.

### 안두인 로서
스톰윈드
아라시 왕국(인간 최초의 왕국)의 마지막 직계혈통이다. 스톰윈드의 황제인 레인의 오른팔과 같은 인물이자 메디브의 친구이자 아제로스의 부관이며 휴먼의 총사령관이다. 하지만 타락한 메디브가 강력한 힘을 얻어 버닝 리전의 살게라스의 힘을 갖는 것을 막기 위해 카라잔을 급습하다, 로서의 군단이 없는 사이 레인이 전투에 임하던 스톰윈드가 붕괴한다.
그 틈을 타 버닝 리전이 로데론에 침략하자, 얼라이언스 세력과 힘을 합쳤다. 그는 개혁적이고 진보적인 성격 덕분에 나이트 엘프의 일리단이 지원하러 온 것을 아주 고마워하였다. 그 이후 험악했던 휴먼과 나이트 엘프의 관계는 크게 개선된다.
전쟁 이후 로데론의 왕으로부터 높은 벼슬과 재산을 받지만 자신이 받은 어마어마한 재산들은 가난한 백성들에게 나누어주어 인품을 얻는다. 하지만 마지막 전쟁인 오크들의 요새인 블랙락 첨탑 아래에서 전투 중 블랙락 클랜의 둠해머에게 죽는다.

### 니엘라스 알렌
스톰윈드
아제로스 왕국의 귀족이며 궁정마법사이자, 에이그윈의 남편이다. 에이그윈과 결혼하여 그녀로 하여금 아들인 메디브를 낳게 한다. 그러나 본인이 중병에 걸렸기에 버닝 리전의 살게라스가 혼란을 틈타 메디브를 타락하게 만들자, 결국 메디브를 살리기 위해서 메디브 대신 죽는다.

### 에이그윈
스톰윈드
버닝 리전에 대항하기 위한 티리스팔 연합의 마지막 수호자이이자, 니엘라스의 아내이다. 그녀는 버닝 리전의 살게라스를 물리쳤지만, 살게라스가 메디브의 몸 속에 들어가 그를 타락하게 한다. 타락한 메디브의 존재를 눈치채지만 방관한다.

### 메디브
스톰윈드
최후의 가디언이었던 에이그윈의 아들이다. 아버지인 니엘라스 아란을 따라 궁정마법사가 되었다. 그러나 버닝 리전의 살게라스의 음모에 희생양으로, 버닝 리전을 위해 일하다가, 그의 절친한 친구들에게 죽임을 당한다. 나중에 그의 선량한 영혼부분이 살아남아 프로핏이 된다.

### 카드가
달라란
메디브의 전인이자, 달라란의 최초 지도자이다. 스톰윈드의 로서와 같이 버닝 리전에 의해 타락한 메디브를 공격해 죽음에 이르게 한다. 그 후에 투랄리온과 함께 다크 포탈을 파괴하는데 결정적 기여를 한다. 그리고 동료인 로닌과 같이 쿠엘탈라스에서 마법을 연구하고 달라란을 세운다.

### 로닌
달라란
달라란의 마법사로, 동료들과 함께 네크로쉬의 데몬 소울에 의해 조종받던 알렉스트라자를 속박에서 풀어낸다. 그리고 버닝 리전의 데스윙을 무찌르고, 동료인 카드가와 같이 쿠엘탈라스에서 마법을 연구해 달라란을 세운다.

### 투랄리온
스톰윈드
로서의 부관이자, 다른 5명의 영웅들과 함께 다크 포탈을 파괴하는 영웅적인 업적을 세웠다. 그러나 다크 포탈을 파괴하는 과정에서 영웅 5명 모두 전사한다. 스톰윈드 성문에 이들의 동상이 세워져 있다.

### 알론수스 파올
휴먼 얼라이언스
로데론에 있는 노스샤이어의 대주교이다. 1차 대전쟁 이후에 백성들을 구휼하기 위해 상당히 노력하였다. 그리고 기사단을 크게 성장시킴으로써, 휴먼 세력을 강화하는데 힘을 쏟는 한편 많은 재산을 기부함으로써 큰 힘을 쏟는다.

### 애델라스 블랙무어
휴먼 얼라이언스
던홀드의 오크 수용소 교도소장이다. 프로스트울프 클랜의 듀로탄을 비롯한 많은 오크들을 옥사시켰으나, 듀로탄의 아들인 스랄을 눈여겨보고 그에게 언어와 무술을 가르친다.

## 오크 호드
- 블랙락 클랜(Blackrock Clan) :

- 프로스트울프 클랜(Frostwolf Clan) :

- 스톰리버 클랜(Stormreaver Clan) :

- 스마일스컬 클랜(Smileskull Clan) :

- 블레이드피스트 클랜(Blade-fist Clan) :

- 블러드코버드캐번 클랜(Bloodcovered-cavern Clan) :

### 블랙헨드
블랙락 클랜
로서를 죽임

### 네쥴
오크 호드

### 굴단
스톰리버 클랜

### 오그림 둠해머
블랙락 클랜
이 사악한 전사는 한 때, 블랙헨드의 충실한 부하였지만, 개혁적인 듀로탄과는 친한 사이였다. 그러나 블랙헨드가 오우거와의 동맹을 끊고 오우거들과 전투를 하던 도중, 중상을 입어 블랙락 클랜의 족장 자리가 위태해진다. 그래서 병중인 블랙헨드를 대신하여 블랙락 클랜을 이끌었다. 그리고 블랙헨드의 강력한 군대를 이용하여 오우거들을 물리치고, 오우거들과 교류하지 못하도록 오크들에게 명령한다.
그러나 권력욕에 빠진 둠해머는 블랙헨드가 중상을 입은 틈을 타, 결국 블랙헨드를 몰아내고 스스로 블랙락 클랜의 수장 자리에 오른다. 그리고 이 과정에서 듀로탄과도 사이가 멀어진다. 하지만 둠해머 역시 블랙헨드처럼 포악하였으며, 블랙헨드의 뜻에 따라 오우거와 트롤들을 대거 학살한다. 그리고 자신의 동료인 네쥴과 굴단으로 하여금, 사악한 흑마법을 써 스랄의 반란군을 무찌르며 포악한 정치를 한다. 하지만 민심은 결코 이길 수 없는 법이었다. 결국 1차 대전쟁과 2차 대전쟁이라는 참담한 과정을 겪으면서, 둠해머는 결국 자신의 죄책감을 느끼고 결국 블랙락 클랜의 수장 자리에서 물러난다. 그의 무기인 둠해머는 그의 사망 후 스랄이 대신 사용하게 된다.

### 듀로탄
프로스트울프 클랜
스랄의 아버지이다.

### 초갈
오크 호드

### 하프오크 가로나
스톰리버 클랜

### 네크로스 스컬그러쉬어
오크 호드

## 그 외의 세력들
- 버닝 리전(Burning Legion) :

### 살게라스
불타는 성전
불타는 성전의 수장이다. 몸집이 아주 큰 티탄 족이며, 힘이 아주 세고 머리가 아주 뛰어난 괴물 영웅이다. 휴먼, 나이트 엘프, 오크를 멸망시키기 위해 자신들의 두 제자인 아키몬드와 킬제덴으로 하여금 수도 없는 공격을 하여 이 3종족을 위기에 빠뜨린다. 하지만 휴먼은 로데론 국왕을 비롯한 로서, 우서, 델린, 안토니다스, 마그니, 무라딘이 이끄는 대군에 의해 진압당하고, 나이트 엘프는 일리단, 세나리우스, 맬퓨리언, 티란테가 이끄는 대군에 의해 진압당하고, 오크는 스랄, 그롬, 캐린이 이끄는 대군에 의해 진압당한다. 더군다나 휴먼의 메디브의 부모인 에이그원에 의해 죽음을 맞이하지만, 살게라스는 메디브의 영혼에 잠복하여 메디브를 타락하게 하여 부활하고, 타락한 메디브로 하여금 다크 포탈을 세우게 한다. 이 전투가 1차 대전쟁이다.
그의 제자인 킬제덴은 오크를 집중 공격하였으며, 블랙헨드와 네쥴과 굴단을 자신의 심복 부하로 만들려고 하지만 실패하고 네쥴과 굴단 휘하의 부하들을 모조리 없애버리려고, 한 때 오크가 망할 뻔하였으나 스랄이 대군을 이끌고 자연 정령계 마법으로 맞서 싸우면서 휴먼과 나이트 엘프를 비롯한 다른 종족들과 연합하여 공격하자, 킬제덴은 후퇴를 한다. 이 전투가 2차 대전쟁이다.
그의 제자인 아키몬드는 나이트 엘프를 집중 공격하였으며, 간신 메이브의 꾐에 빠진 일리단이 없는 나이트 엘프를 멸망 직전에 놓게 하지만, 티란테가 일리단을 구출하고 일리단이 아키몬드의 군단들을 제거하자 후퇴하였다. 화가 난 아키몬드는 다시 대군을 총동원해 나이트 엘프를 다시 멸망시키려 하지만 나이트 엘프가 휴먼, 오크와 동맹해 아키몬드의 군단을 물리치자 실패한다. 이 전투가 3차 대전쟁이다.
살게라스는 죽기 이전에 아주 사악한 짓을 많이 하였다. 그 예로 나이트 엘프의 아즈샤라를 위협함과 동시에 자신의 충직한 부하가 된다면, 칼림도어 대륙만은 폐허로 만들지 않겠다는 맹세 하에, 아즈샤라와 나이트 엘프의 귀족들이 나가 족으로 승화하게 한다. 그리고 일리단과 싸우던 도중, 일리단을 공격하여 일리단을 맹인으로 만들어 앞을 보지 못하게 한다. 하지만 일리단이 세나리우스에게 이미 마법을 배웠기 때문에, 눈이 없는 상태에서도 눈으로 볼 수 있는 것과, 눈으로 볼 수 없는 것을 동시에 볼 수 있게 되어, 이것은 실패로 돌아갔다.
그리고 아키몬드로 하여금 로데론과 달라란, 카즈 모단을 거대한 모래바람에 휩싸이게 하여, 휴먼의 3가지 세력이 연합을 하지 못하게 하여, 지원군을 기대할 수 없는 휴먼 종족과 싸우지만, 달라란의 안토니다스가 사악한 흑마법에 대항하기 위하여 마법을 사용하여 모래바람을 물러가게 하고, 서로 지원군을 받아가면서 싸워 살게라스의 대군을 무찌른다. 그리고 휴먼의 반정부 세력이자 비열하고 추악한 집단인 실버 다운핌을 자신의 소유로 만들어 또다시 휴먼, 나이트 엘프, 오크를 정복하려 하지만 실버 다운핌이 휴먼, 나이트 엘프, 오크의 연합군에 의해 멸망하고, 실버 다운핌 자객들이 휴먼 세력에 의해 완전히 참수당함으로써 실패한다.
오크의 왕인 블랙헨드를 협박하는 한편 자신의 충직한 부하가 된다면, 아제로스 대륙만은 폐허로 만들지 않겠다는 맹세 하에, 킬제덴으로 하여금 블랙헨드와 네쥴과 굴단과 같은 오크 귀족들을 흑마법에 미치게 하여 오크의 귀족들은 타락해지게 된다. 하지만 이 엄청난 세력을 통치하고 있던 이 티탄은 오크의 블랙헨드의 부하인 굴단의 흑마법에 의하여 죽고 만다. 그의 무덤은 나이트 엘프의 일리단에 의하여 완전히 파괴된다.